# Ectropothecium rhynchostegioides
Ectropothecium rhynchostegioides är en bladmossart som beskrevs av Brotherus och Jean Édouard Gabriel Narcisse Paris 1908. Ectropothecium rhynchostegioides ingår i släktet Ectropothecium och familjen Hypnaceae. Inga underarter finns listade i Catalogue of Life.